# Metcalfiella maculabunda
Metcalfiella maculabunda är en insektsart som beskrevs av Mckamey. Metcalfiella maculabunda ingår i släktet Metcalfiella och familjen hornstritar. Inga underarter finns listade i Catalogue of Life.